# یواس‌اس ابرت (دی‌ئی-۷۶۸)
یواس‌اس ابرت (دی‌ئی-۷۶۸) (به انگلیسی: USS Ebert (DE-768)) یک کشتی بود که طول آن ۳۰۶ فوت (۹۳ متر) بود. این کشتی در سال ۱۹۴۴ ساخته شد.